# Rafi (Nigeria)
Rafi è una delle aree a governo locale (local government areas) in cui è suddiviso lo stato di Niger, nella Repubblica Federale della Nigeria. Si estende su una superficie di 3.680 km² e conta una popolazione di 181.929 abitanti.